# Rosen-Union
Die Rosen-Union eG ist Deutschlands einziger genossenschaftlicher Rosenanbaubetrieb. Sie wurde 1961 gegründet und hat ihren Sitz in Bad Nauheim-Steinfurth. Der Schaugarten der Rosen-Union stellt auf 6.000 m² circa 500 Rosensorten aus.

## Geschichte
Nach dem Zweiten Weltkrieg lebte die Rosenproduktion im Rosendorf Steinfurth – seit 1868 einem Anbauschwerpunkt für Rosen in Deutschland – schnell wieder auf. Die von kleinen Familienbetrieben, oft im Nebenerwerb, geprägte Produzentenstruktur stieß aber bald an ihre Grenzen, die Rosenpflanzen erfolgreich zu vermarkten. Zudem ließen sich große deutsche Rosenzüchter ihre Neueinführungen durch Patent und Warenzeichen schützen. Die Kleinbetriebe in Steinfurth fürchteten, die neuen lizenzpflichtigen Sorten verspätet oder gar nicht anbauen zu können.
Deshalb gründeten acht Steinfurther Betriebe im Sommer 1961 die Rosen-Union eG als Absatzgenossenschaft. Innerhalb von zwei Jahren wuchs die Genossenschaft auf 72 Rosenanbaubetriebe. Zu Hochzeiten bestand die Genossenschaft aus 78 Betrieben, 2016 waren es nur noch 14.
Die Rosen-Union erwarb Lizenzrechte von vielen ausländischen Züchtern, z. B. aus Großbritannien, den Niederlanden, Frankreich, Dänemark oder Neuseeland. Nach erfolgreichen Tests führte die Rosen-Union eG viele internationale Sorten auf dem deutschen Markt ein. Aktuell (2017) sind 142 von der Rosen-Union eingeführte Sorten in Deutschland im Handel.
Die Lieferung von verpackten Rosen (auch SB-verpackte Rosen genannt) an Pflanzen- und Samenfachgeschäfte wurde von der Rosen-Union eG in Deutschland eingeführt.
Da im Laufe der Zeit immer mehr Rosenanbau-Betriebe wegbrachen (zuletzt kam von den sieben angeschlossenen Betrieben nur noch einer aus Steinfurth) und sich der 2006 bestellte Geschäftsführer Siegfried Karlin in den Ruhestand verabschiedete beschloss die Rosen-Union zum Januar 2023 ihren Verkauf an einen Investor. Der Verkauf der restlichen Pflanzen erfolgte bis Sommer 2023. Heute wird der Schaugarten am Ortseingang als Veranstaltungs-Location einer ortsansässigen Metzgerei genutzt.

## Produkte
Veredelte Rosenpflanzen werden als wurzelnackte Ware sowie im Containertopf produziert. Für den Großhandel werden auch SB-verpackte Rosen vertrieben. Darüber hinaus vertreibt die Rosen-Union Sub-Lizenzverträge für internationale Rosensorten (Gartenrosen und Schnittrosen für den Erwerbsanbau). Über die Einführung von Neuheiten der Rosen-Union eG berichtet die Fachzeitschrift Deutsche Baumschule jährlich in ihrer Juni-Ausgabe.